# Ninidae
Die Ninidae sind eine Familie der Wanzen (Heteroptera) innerhalb der Teilordnung Pentatomomorpha. Sie zählte bis vor der Revision der Pentatomomorpha mit Schwerpunkt der Lygaeoidea durch T. J. Henry im Jahr 1997 als Tribus der Cyminae (nun ebenfalls im Familienrang: Cymidae) innerhalb der Bodenwanzen (Lygaeidae). Sie umfasst 5 Gattungen und 13 Arten.

## Merkmale
Die kleinen und zart gebauten Wanzen erreichen eine Körperlänge von drei bis vier Millimetern. Sie haben einen langgestreckt-eiförmigen Körper der punktförmig strukturiert ist. Der Kopf ist stark nach unten gewinkelt. Die viergliedrigen Fühler sind oberhalb der gestielten Facettenaugen eingelenkt (supericorn). Ihre Basis ist zurückgebildet, das erste Fühlerglied ist klein. Das Labium ist ebenso viergliedrig. Es sind Punktaugen (Ocelli) ausgebildet, die ziemlich nahe beieinander liegen. Das Pronotum ist weder seitlich eingeschnürt, noch gefurcht. Das Schildchen (Scutellum) hat apikal eine Doppelspitze. Die Membrane der Hemielytren sind zurückgebildet. Die Hinterflügel haben einen Hamus (eine hakenförmige von der Media abgeleitete Querader in der Diskalzelle). Die Stigmen liegen am Hinterleib dorsal am zweiten bis sechsten Segment, am siebten liegen sie ventral. Die Nymphen haben ihre Duftdrüsenöffnungen dorsal zwischen dem dritten bis sechsten Tergum am Hinterleib, wobei sie zwischen den letzten beiden genannten Segmenten zurückgebildet sind.

## Vorkommen
Die Gattung Cymoninus ist in den tropischen Ländern rund um den Erdball verbreitet. Neoninus ist auf die neotropische Faunenregion beschränkt. Ninomimus lebt in Russland und Japan. Die Gattung Ninus ist hauptsächlich in den tropischen Gebieten Afrikas, in Indien und Südostasien sowie in Australien sowie Melanesien und Mikronesien beheimatet. Paraninus hat nur eine Art, die im nördlichen Südamerika zu finden ist.

## Lebensweise
Die Lebensweise der Familie ist nur sehr schlecht erforscht. Die Tiere leben auf Pflanzen und saugen an Samen. Man findet sie vor allem an Sauergrasgewächsen (Cyperaceae) und Binsengewächsen (Juncaceae). Ninus similis ist in Südafrika an Simsen (Scirpus) und Zypergräsern (Cyperus) gefunden worden, Cymoninus sechellensis auf Fidschi an Fruchtständen und an Farnen, Ninus insignis an Zuckerrohr (Saccharum officinarum) und Fimbristylis einer Gattung der Sauergrasgewächse.

## Taxonomie und Systematik
Barber beschrieb die Gruppe 1956 als Tribus, Ninini, der Cyminae der Bodenwanzen (Lygaeidae) und stellte die Gattungen Cymoninus, Neoninus, Ninomimus und Ninus zu ihr. Scudder ergänzte 1957 die von ihm neu beschriebene Gattung Paraninus. Die heute aktuelle Klassifikation der Gruppe entstand 1997 nach einer Revision der Pentatomomorpha mit Schwerpunkt der Lygaeoidea durch Henry. Er reklassifizierte die Tribus und stellte sie in den Familienrang. Er betrachtet das Taxon Malcidae + Colobathristidae + Stelzenwanzen als Schwestergruppe der Familie und begründet dies mit den gestielten Facettenaugen, der Position der Fühlereinlenkungen am Kopf und dem apikal doppelspitzigen Schildchen.
Die Familie umfasst folgende Gattungen:
- Gattung Cymoninus (3 Arten; zirkumtropisch)
- Gattung Neoninus (3 Arten;  Neotropis)
- Gattung Ninomimus (2 Arten; Russland und Japan)
- Gattung Ninus (4 Arten; vor allem Afrotropis und Orientalis)
- Gattung Paraninus (1 Art, nördliches Südamerika)

## Belege